# Bingwoo
Pour plus de détails, voir Fiche technique et Distribution.
Bingwoo (빙우) est un film sud-coréen réalisé par Kim Eun-seok, sorti le 16 janvier 2004.

## Synopsis
Woo-sung et Joong-hyun participent à l'escalade du Mont Asiaq en Alaska. Mais, une violente tempête de neige isole Woo-sung et Joong-hyun du reste du groupe dans une cave glaciale. Pour rester éveiller et ne pas mourir, Joong-hyun, dont la jambe est sévèrement blessée, commence à raconter son histoire. Il parle de la femme qu'il aimait, puis Woo-sung lui parle de son premier amour. Mais ils n'auraient jamais pu penser qu'ils parlent de la même femme...

## Fiche technique
- Titre : Bingwoo
- Titre original : 빙우
- Titre anglais : Ice Rain
- Réalisation : Kim Eun-seok
- Scénario : Park Mi-young, Seo Ji-yeong et Kim Eun-seok
- Production : Choe Kwi-deok et Ku Bon-han
- Musique : Kim Seok-won
- Photographie : Yun Hong-sik
- Montage : Kim Sang-bum et Kim Jae-bum
- Société de distribution : Showbox
- Pays d'origine : Corée du Sud
- Format : Couleurs - 1,85:1 - Dolby Digital - 35 mm
- Genre : Aventure, drame, romance
- Durée : 110 minutes
- Date de sortie : 16 janvier 2004 (Corée du Sud)

## Distribution
- Lee Seong-jae
- Kim Ha-neul
- Song Seung-heon
- Yu Hae-jin
- Kim Jeong-hak
- Kim Yeong-jun
- Lee Hye-sang
- Lee Cheon-hee
- Kim Jin-yi